# 티처스 라운지
《티처스 라운지》(독일어: Das Lehrerzimmer, 영어: The Teachers' Lounge)는 2023년 개봉한 독일의 드라마 영화이다. 일케르 차타크가 감독과 공동각본을 맡았다. 제96회(2024년) 아카데미상 국제영화상 후보작이다.

## 줄거리
새로 전학 온 이상주의적인 교사 카를라 노박은 학교에서 연이어 발생하는 도난 사건의 범인을 찾기 위해 고군분투한다. 다른 교사들은 학생들에게 범인을 밝히라고 압박하지만, 카를라는 학생들이 침묵을 유지하도록 격려한다. 그러나 다른 교사들은 학생들의 지갑을 검사하고, 터키계 학생 알리가 많은 돈을 가지고 있다는 이유로 그를 도둑으로 몰아간다. 알리의 부모는 돈이 용돈이었음을 밝히며 교사들의 인종 차별적 행태를 비난한다. 이후 카를라는 동료 교사가 교무실 저금통에서 돈을 훔치는 것을 목격하고 직접 조사를 시작한다. 그녀는 노트북을 이용해 자신의 재킷을 몰래 촬영하고, 독특한 블라우스를 입은 사람이 자신의 지갑에서 돈을 가져가는 영상을 확보한다.
카를라는 학교를 수색한 끝에 행정 담당 동료 프리데리케 쿤이 영상 속 블라우스와 같은 옷을 입고 있음을 발견한다. 쿤은 카를라가 아끼는 학생인 오스카의 싱글맘이기도 하다. 카를라는 쿤에게 개인적으로 자백하고 돈을 돌려놓으라고 하지만, 쿤은 억울해하며 분노한다. 카를라는 교장에게 이 사실을 알리지만, 교장 역시 쿤의 자백을 받아내지 못한다. 쿤은 해고당하고, 카를라는 경찰 개입을 꺼리지만, 오히려 교장의 지적으로 인해 동료들의 사생활을 침해한 혐의로 조사를 받게 된다.
학부모 회의에서 학부모들은 학생들에 대한 교사들의 심문과 지갑 검사에 불만을 토로한다. 카를라가 상황을 통제하려 하자 쿤이 회의에 난입하여 카를라가 몰래 녹음한 사실을 폭로하고, 그녀를 불신해야 한다고 주장한다. 충격을 받은 카를라는 화장실에서 공황 발작을 겪는다. 학생들 사이에서도 소문이 돌고, 오스카는 어머니가 도둑이 아니라고 주장하며 어머니가 해고당한 것에 대해 분노한다. 학생들은 오스카를 지지하며 숙제를 거부하고 수업에 참여하지 않는다. 오스카는 연대하지 않은 학생을 폭행하고 카를라의 노트북을 훔쳐 강으로 던져버린다.
카를라는 오스카가 어머니를 보호하려 했다는 것을 이해하고 그를 감싸지만, 다른 교사들은 오스카의 폭력 성향 때문에 그를 교실에 두기를 꺼린다. 학생 신문 기자들이 카를라와 인터뷰를 진행하고, 처음에는 평범한 질문을 하다가 갑자기 도난 사건, 알리에 대한 의혹, 쿤의 해고에 대한 질문을 쏟아낸다. 카를라는 당황하여 모호한 답변을 하고, 기사가 인쇄되기 전에 검토할 기회를 얻지 못한다. 신문이 발간되자 카를라는 자신의 발언이 왜곡되어 전달된 것에 경악한다. 교사들은 카를라가 협조적이지 않다고 비난하고, 교장은 신문 배포를 금지하고 오스카를 정학시킨다.
오스카는 학교에 다시 나타나고, 교장은 그를 퇴학시킬 수 있다고 위협한다. 카를라는 쿤에게 오스카를 데려가라고 부탁하지만 실패하고, 다른 교사와 함께 학생들을 교실에서 내보낸 후 오스카와 함께 조용히 앉아 있는다. 오스카는 카를라가 선물한 큐브를 능숙하게 맞추고, 경찰에게 연행되는 동안 침착함을 유지한다.

## 출연
- 레오니 베네슈 - 카를라 노바크
- 미하엘 클라머 - 토마스 리벤베르다
- 라파엘 슈타호비아크 - 밀로시 두데크
- 아네카트린 구미히 - 베티나 뵘
- 에바 뢰바우 - 프리데리케 쿤